# Sauce Gardner
Ahmad Gardner (Detroit, Míchigan, Estados Unidos; 31 de agosto de 2000), más conocido como Sauce Gardner, es un jugador profesional de fútbol americano. Juega en la posición de cornerback y actualmente milita en los New York Jets de la National Football League (NFL).
Jugó en la universidad con los Cincinnati Bearcats de la Universidad de Cincinnati y fue elegido en la cuarta selección global por los Jets en el Draft de la NFL de 2022 . Gardner fue nombrado Novato Defensivo del Año de la NFL y fue el primer cornerback novato,  desde Ronnie Lott en 1981, en ser nombrado All-Pro del primer equipo.

## Biografía
Gardner nació el 31 de agosto de 2000 en Detroit, Míchigan. Asistió a Martin Luther King Jr. Senior High School, donde jugó de wide receiver y cornerback en su equipo de fútbol. En el Campeonato Estatal de la División 2, Gardner atrapó cuatro pases para 126 yardas y dos touchdowns. Finalizada la temporada, Associated Press nombró a Gardner selección All-State como defensa de secundaria. Fue reclutado como tres estrellas, se comprometió a jugar fútbol americano universitario en la Universidad de Cincinnati .

## Carrera

### Universidad
En 2019, su verdadera temporada de primer año, Gardner jugó en 11 partidos. Consiguió 31 placajes y tres intercepciones, dos de las cuales retornadas para touchdown. También sumó 11 pases defendidos y ocho bloqueos de pase. Después de la temporada, Gardner fue el único estudiante de primer año nombrado para el primer equipo de la American Athletic Conference. Como estudiante de segundo año en 2020, Gardner comenzó la temporada en lo más alto del depth chart como titular. Como junior, Gardner fue votado para el equipo All-America de fútbol americano universitario de 2021 y nombrado Jugador Defensivo del Año de la AAC en el camino para ayudar a Cincinnati a convertirse en el primer equipo del Grupo de los Cinco en llegar a los playoffs de fútbol americano universitario . Se presentó para el Draft de la NFL de 2022 después de la temporada.
| Año     | partidos jugados | Placajes | Placajes | Placajes | Placajes | Placajes | Intercepciones | Intercepciones | Intercepciones | Intercepciones | Intercepciones | Fumbles | Fumbles | Fumbles |
| Año     | partidos jugados | Solo     | Ast      | Cmb      | TfL      | Sck      | Int            | Yardas         | Promedio       | TD             | PD             | FR      | FF      | TD      |
| ------- | ---------------- | -------- | -------- | -------- | -------- | -------- | -------------- | -------------- | -------------- | -------------- | -------------- | ------- | ------- | ------- |
| 2019    | 11               | 24       | 7        | 31       | 0        | 0        | 3              | 78             | 26             | 2              | 6              | 0       | 0       | 0       |
| 2020    | 9                | 16       | 12       | 28       | 0.5      | 0.5      | 3              | 18             | 6              | 0              | 6              | 0       | 0       | 0       |
| 2021    | 13               | 28       | 12       | 40       | 5        | 3        | 3              | 7              | 2.3            | 0              | 4              | 0       | 0       | 0       |
| Carrera | 33               | 68       | 31       | 99       | 5.5      | 3.5      | 9              | 103            | 11.4           | 2              | 16             | 0       | 0       | 0       |

### NFL

#### New York Jets

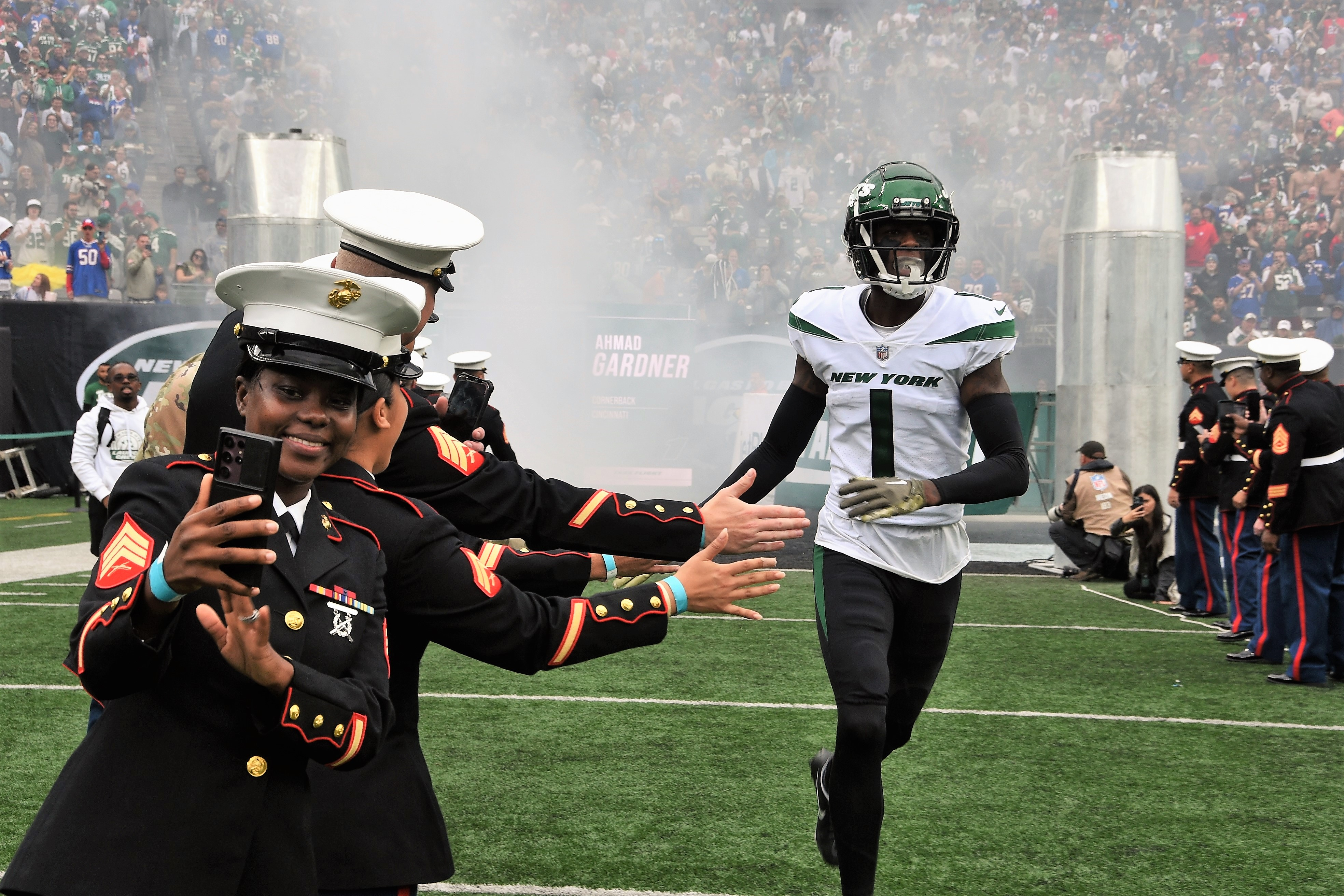
Gardner (derecha) en su temporada de novato con los Jets.

Gardner fue elegido con la cuarta selección global por los New York Jets en el Draft de la NFL de 2022. Firmó su contrato de novato de cuatro años, por un valor de $38,7 millones totalmente garantizados, el 7 de mayo de 2022.
Gardner hizo la primera intercepción de su carrera en la semana 5 contra los Miami Dolphins . En la semana 7, consiguió 10 placajes y tres bloqueos de pases contra los Denver Broncos, lo que le valió el premio al Jugador Defensivo de la Semana de la AFC. Terminó la temporada con 75 placajes en total (51 de ellos en solitario), dos intercepciones y 20 pases defendidos. Sus 20 pases defendidos lideraron la liga. Gardner fue seleccionado para los Juegos Pro Bowl de 2023, uniéndose a Tariq Woolen de los Seattle Seahawks como los dos únicos novatos seleccionados. Ganó el premio al Novato Defensivo del Año de la NFL y también fue nombrado All-Pro del primer equipo, convirtiéndose en el primer cornerback novato en lograr este honor desde Ronnie Lott en 1981 .

## Estadísticas de carrera de la NFL
| Leyenda | Leyenda        |
| ------- | -------------- |
|         | Lideró la liga |

| Año     | Equipo  | Partidos         | Partidos         | Placajes | Placajes | Placajes | Placajes | Intercepciones | Intercepciones | Intercepciones | Intercepciones | Intercepciones | Intercepciones | Fumbles | Fumbles | Fumbles | Fumbles |
| Año     | Equipo  | Partidos jugados | Partidos titular | Cmb      | Solo     | Ast      | Sck      | PD             | Int            | Yardas         | Promedio       | Lng            | TD             | FF      | FR      | Yardas  | TD      |
| ------- | ------- | ---------------- | ---------------- | -------- | -------- | -------- | -------- | -------------- | -------------- | -------------- | -------------- | -------------- | -------------- | ------- | ------- | ------- | ------- |
| 2022    | NYJ     | 17               | 17               | 75       | 51       | 24       | 0        | 20             | 2              | 19             | 9.5            | 16             | 0              | 0       | 0       | 0       | 0       |
| Carrera | Carrera | 17               | 17               | 75       | 51       | 24       | 0        | 20             | 2              | 19             | 9.5            | 16             | 0              | 0       | 0       | 0       | 0       |

## Vida personal
Gardner cogió el apodo de "Salsa"  de un entrenador de fútbol juvenil a los seis años debido a su habilidad en el campo. En 2022, se asoció con la cadena de bares deportivos Buffalo Wild Wings para promocionar una salsa barbacoa dulce y picante conocida como "Sauce Sauce".